# Karel Ančerl

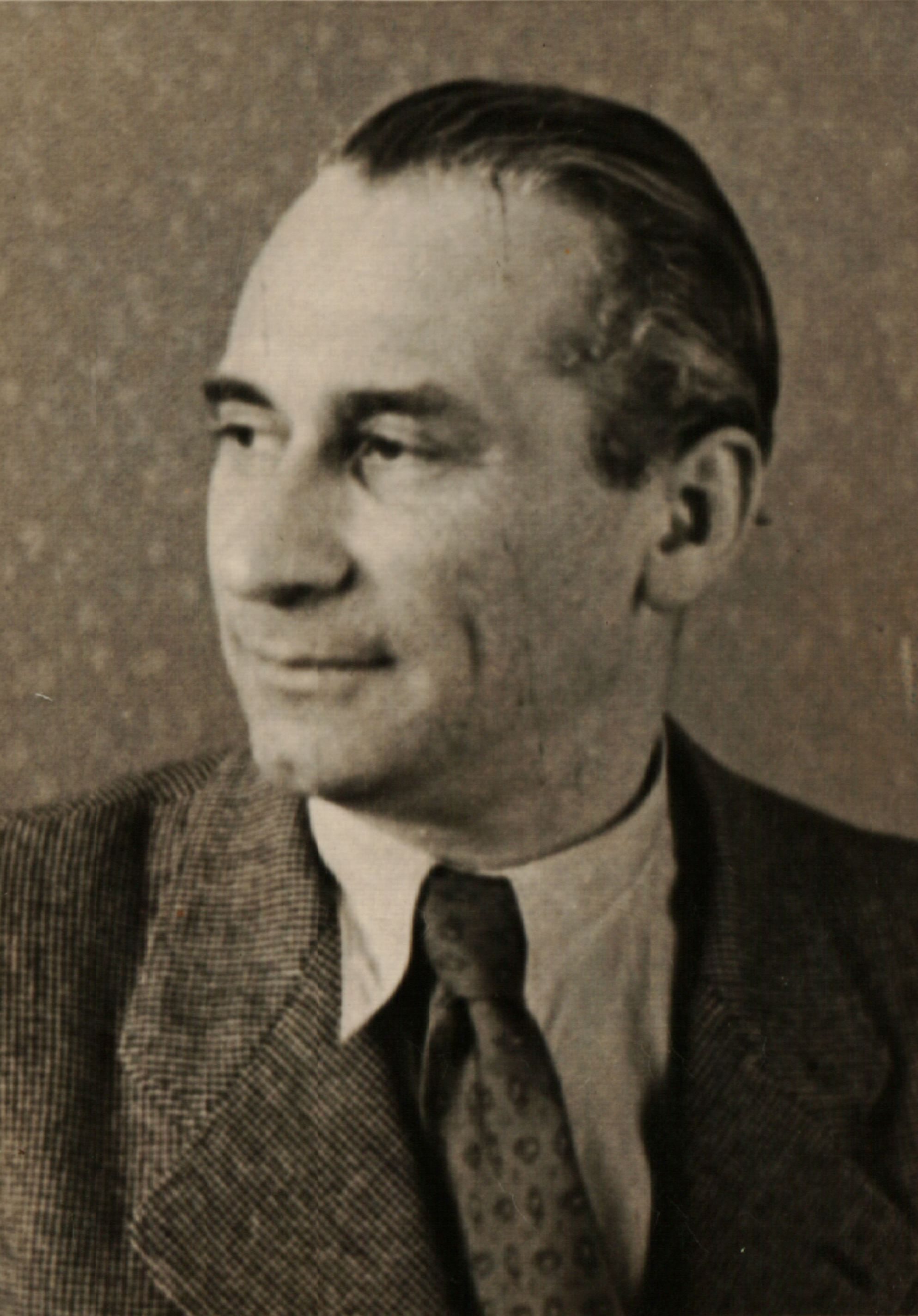
Karel Ančerl

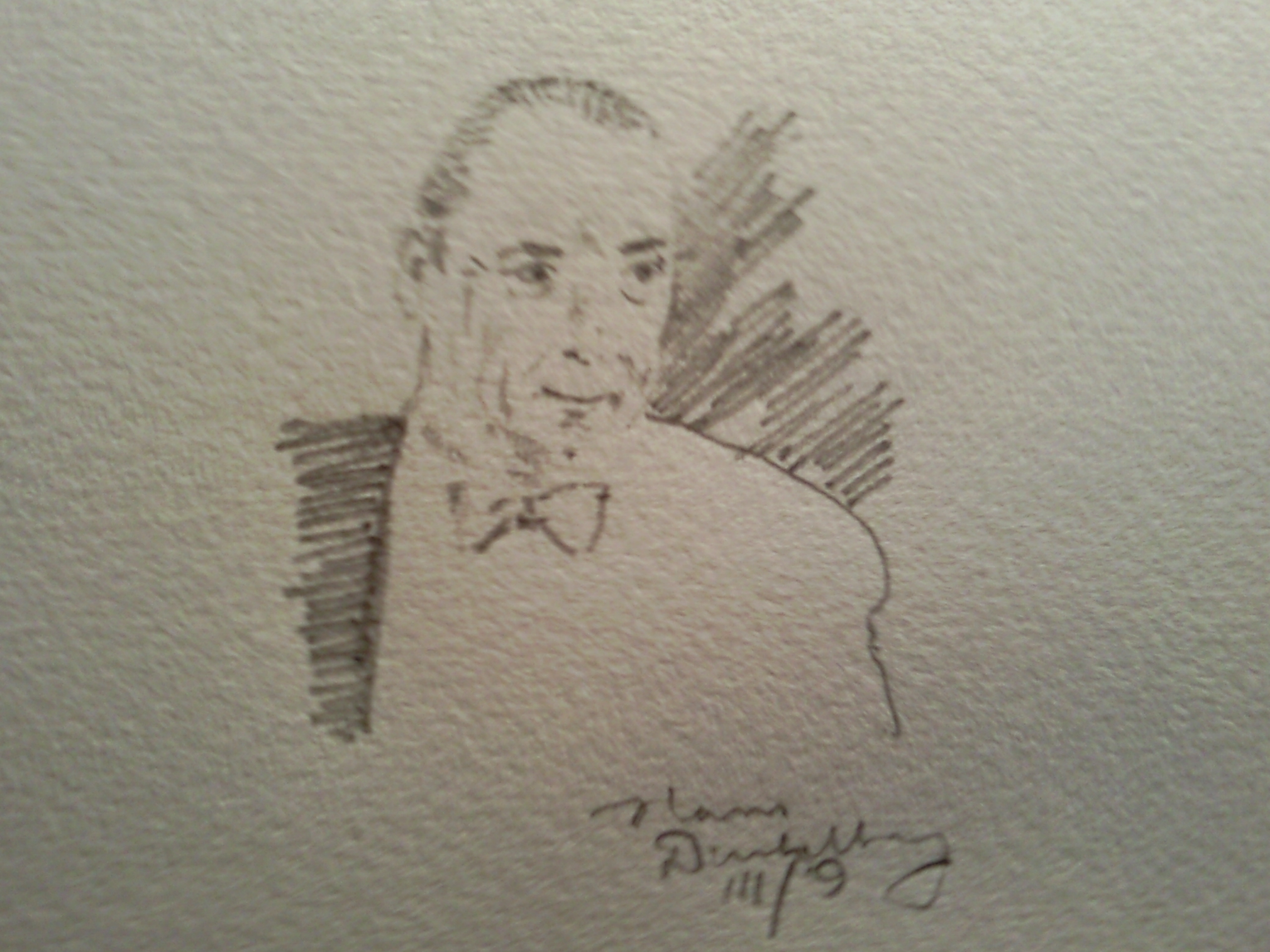
Karel Ančerl

Karel Ančerl (oorspronkelijk: Karel Antscherl, later werd de naam veranderd) (Tučapy (toen: Tutschap), Zuid-Bohemen (toen nog bij Oostenrijk-Hongarije behorend), 11 april 1908 – Toronto, Canada, 3 juli 1973) was een Tsjechisch dirigent van Joodse afkomst.

## Leven
Ančerl ging na zijn gymnasiumopleiding (1918-1924) van 1925 tot 1929 studeren aan het Conservatorium te Praag, waar hij compositie bij Jaroslav Křička en Alois Hába en orkestdirectie bij Pavel Dědecěk volgde. In 1933 en 1934 studeerde hij ook bij de toenmalige chef-dirigent van het Tsjechisch Filharmonisch Orkest, Václav Talich. In 1931 werd hij assistent bij Hermann Scherchen in München.
Van 1931 tot 1933 was hij als opvolger van Jirím Srnkou dirigent van de kapel van het Bevrijde theater (Osvobozené divadlo) te Praag. Van 1933 tot 1938 was hij dirigent van het orkest van de Tsjechische omroep in Praag. Tijdens de bezetting van de Duitsers in Tsjechië verloor hij alle ambten en werd in 1942 naar het concentratiekamp in Theresienstadt gedeporteerd. In een scène van de propagandafilm van de nazi's dirigeerde hij het KZ-orkest van Theresienstadt. Hij overleefde als enige van zijn familie het transport naar Auschwitz II (Birkenau).
Na de Tweede Wereldoorlog was hij eerst chef-dirigent van het omroeporkest in Praag en van 1950 tot 1968 chef-dirigent van het Tsjechisch Filharmonisch Orkest te Praag. Dit orkest vormde hij om tot een van de vooraanstaande orkesten van het voormalige Oostblok. Hij programmeerde muziek van de 20e eeuw, vooral Arnold Schoenberg, Béla Bartók, Igor Stravinsky, Sergej Prokofjev en Benjamin Britten en zette zich ook in voor Bohuslav Martinů, Leoš Janáček en andere eigentijdse componisten uit Tsjecho-Slowakije. Met zijn orkest reisde hij naar Australië, China en India. Het Tsjechische grammofoonlabel "Supraphon" heeft een hele reeks opnames met dit orkest en de dirigent Karel Ančerl gemaakt.
Na de Praagse Lente en de bezetting van Tsjechoslowakije door de troepen van de Warschaupact emigreerde Ančerl naar Canada en werd in 1969 chef-dirigent van het Toronto Symphony Orchestra. In deze functie bleef hij tot 1972.